# Santa María Visitación
Santa María Visitación é uma cidade da Guatemala do departamento de Sololá.